# Four crématoire

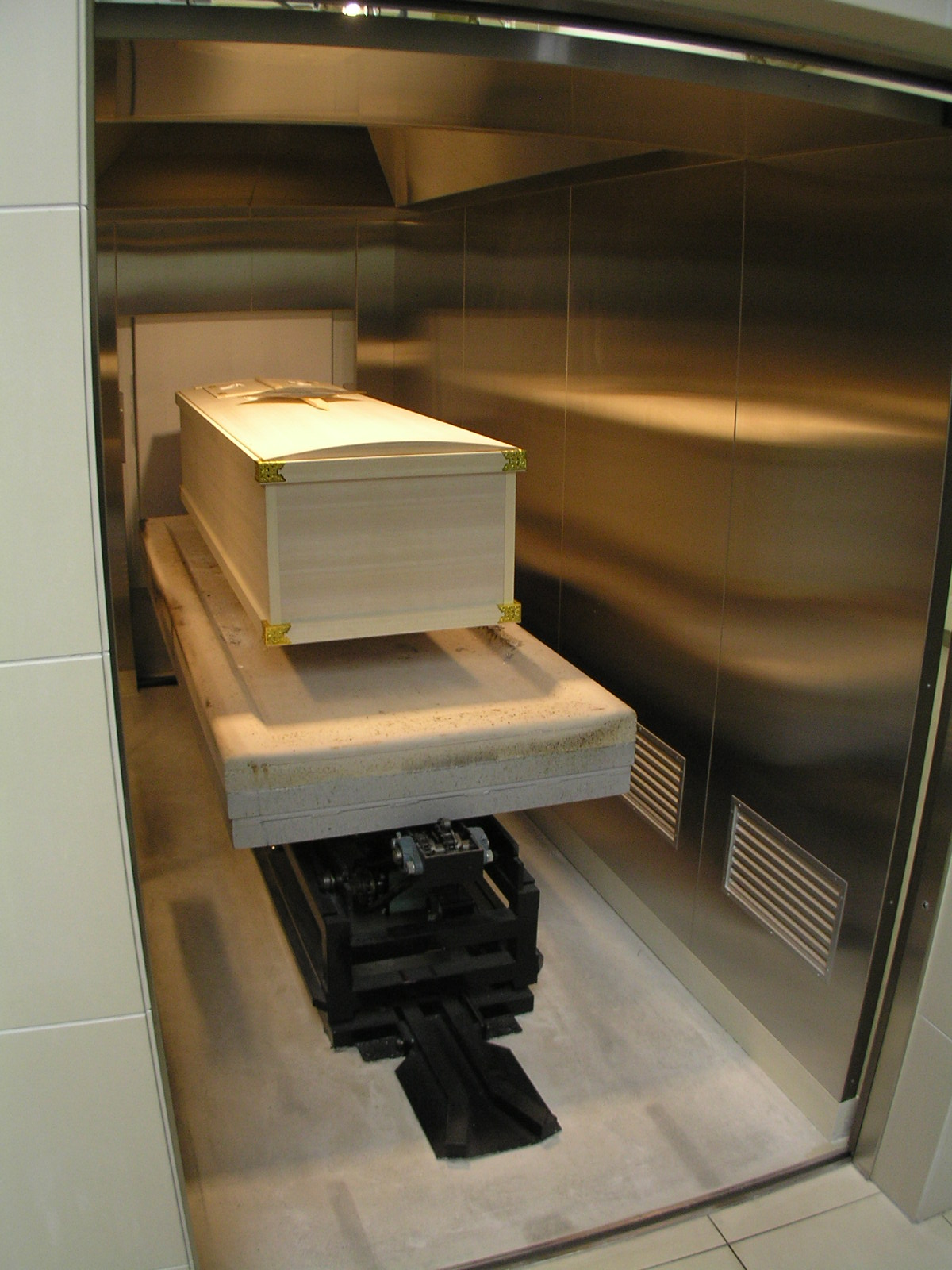
Four crématoire au Japon

Un four crématoire ou four de crémation est un four permettant de réduire en cendres le corps des êtres humains et des animaux. Il est situé généralement dans un crématorium.
Lors d'une crémation, le four est chauffé entre 800 °C et 850 °C, généralement grâce à du gaz (propane) et plus rarement grâce à du fioul, du charbon, du bois ou de l'électricité. Celle-ci dure environ une heure trente (pour un corps de 70 kg), mais cela dépend du poids du cadavre. 
Les résidus sont les composés minéraux du corps essentiellement sels de calcium, d'où l'expression de restes calcinés. Dans le cas d'un humain, les « cendres » sont remises à la famille, dans une urne, après avoir été recueillies par le « cendrier » du four crématoire. À noter que les cendres sont aussi en partie composées de résidus du cercueil (obligatoire lors de la crémation), et que l'ensemble des résidus métalliques qui ne sont pas brûlés sont récupérés par le crématorium et revendus .    

## Histoire

### Préhistoire, Antiquité

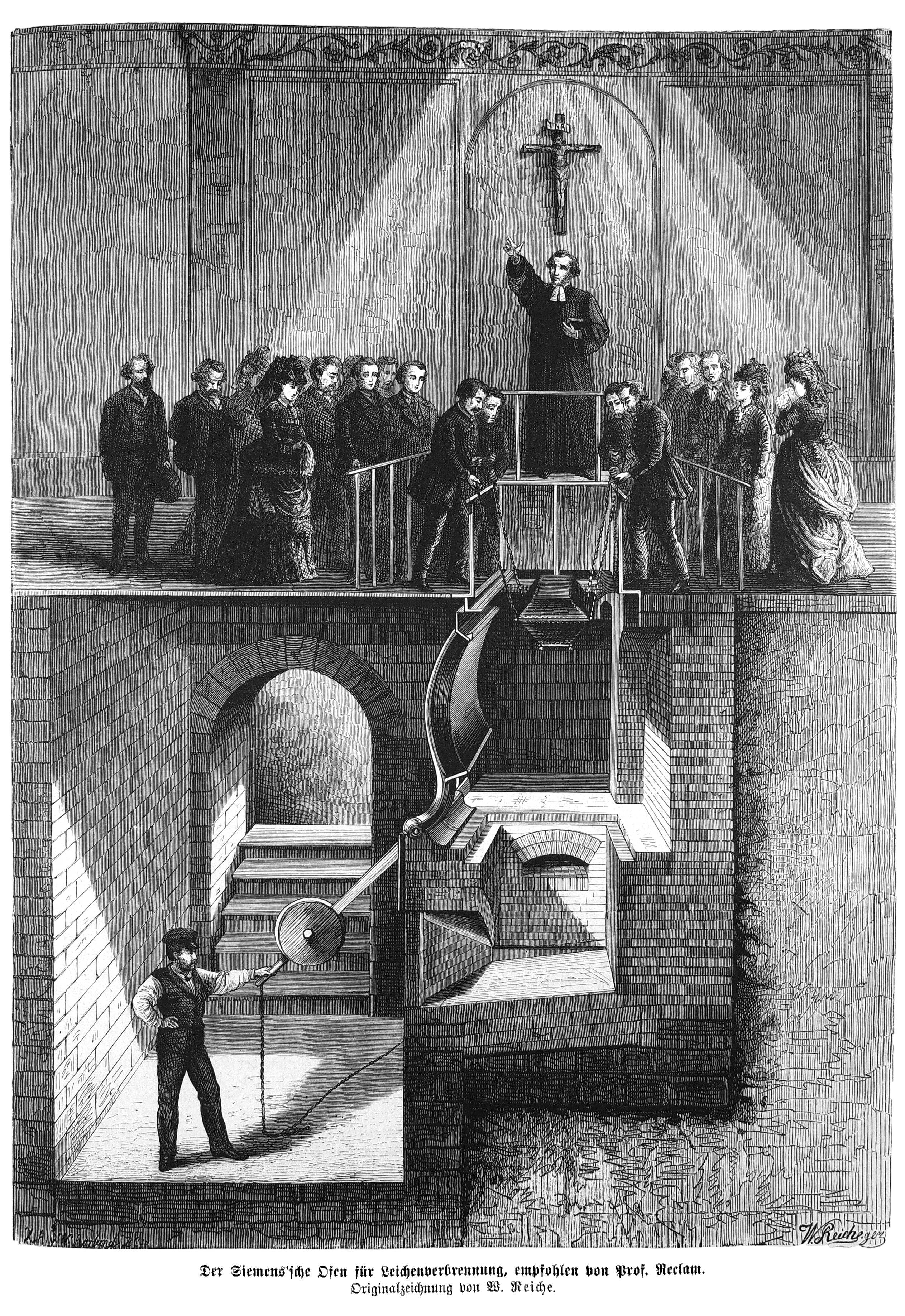
Illustration d’un four crématoire de la fin du XIXe siècle.

On rencontre en Europe sous l'Antiquité deux traditions funéraires : l'enterrement dans une tombe qui est la pratique très majoritaire commune aux Celtes, aux Romains, mais aussi hors d'Europe aux anciens Égyptiens et aux Hébreux, et une tradition plus rare d'incinération venant d'Extrême-Orient que l'on trouve, sans être exclusive, chez les anciens Grecs et les Germains, et hors d'Europe chez les Mongols et les Hindous.
Un four crématoire datant du IIe siècle a été mis au jour en 1966 près des thermes gallo-romains de Mackwiller, dans le Bas-Rhin en France.
La pratique de l'incinération a complètement disparu d'Europe pendant tout le Moyen Âge et les Temps Modernes.

### Période moderne et contemporaine
La crémation des morts est réapparue en Europe au XIXe siècle dans les pays protestants, notamment en Allemagne, et en France sous la Troisième République pour les athées.
En France, le Conseil municipal de Paris autorise, en 1885, l’établissement au cimetière de l’Est – actuel cimetière du Père-Lachaise – d’un four crématoire destiné à l’incinération des débris humains provenant des amphithéâtres de dissection et des corps non réclamés dans les hôpitaux ainsi que les ossements humains trouvés dans des fouilles.

### Utilisation dans les camps de concentration et d'extermination nazis

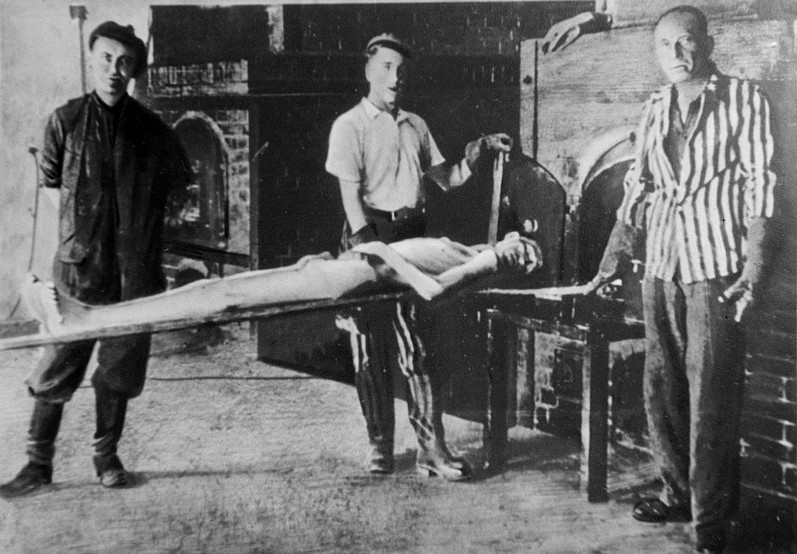
Prisonniers lors d'un enfournement de cadavre au camp d'extermination de Majdanek, 1944

S'il existait des fours crématoires dans la plupart des camps de concentration nazis pour brûler tous les cadavres, ce n'était pas par crainte des épidémies de typhus. Dans les camps d'extermination nazis, ils étaient utilisés pour la destruction des corps et la disparition des traces des crimes.
Ils sont ainsi devenus le symbole de la Shoah. Avant l'incinération, les dents en or ou les alliances sont arrachées. Chaque jour, le IIIe Reich récupère 8 à 10 kg d'or dentaire. Les cadavres brûlent en vingt minutes. À Auschwitz, les cendres sont transportées par camion jusqu'à la Vistule toute proche, où elles sont dispersées dans le fleuve. 

On peut se faire une idée de leur rendement par une lettre du 28 juin 1943 du bureau central de construction d'Auschwitz, chargé de la réalisation des crématoires : l'ingénieur Rudolf Jährling, de la société Topf und Söhne qui fournissait les fours crématoires à Auschwitz, transmet le résultat de ses calculs au SS-Generalmajor Hans Kammler, soit une capacité de crémation des cinq crématoriums d'Auschwitz de 4 756 personnes par jour à raison de 24 heures de travail par jour, cohérente avec les chiffres donnés par les historiens sur le nombre de personnes gazées à Auschwitz,.  

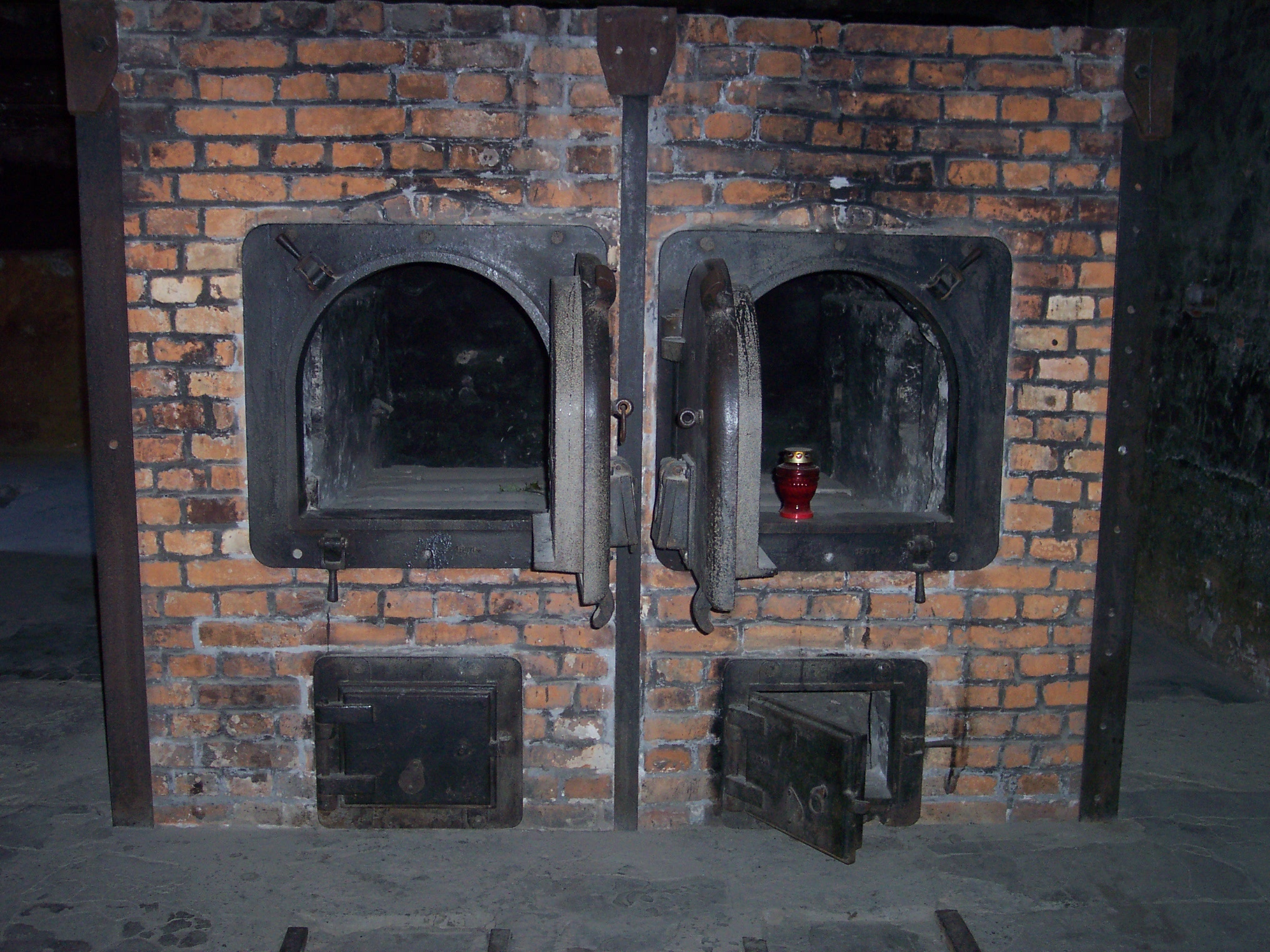
Fours crématoires du camp d'Auschwitz
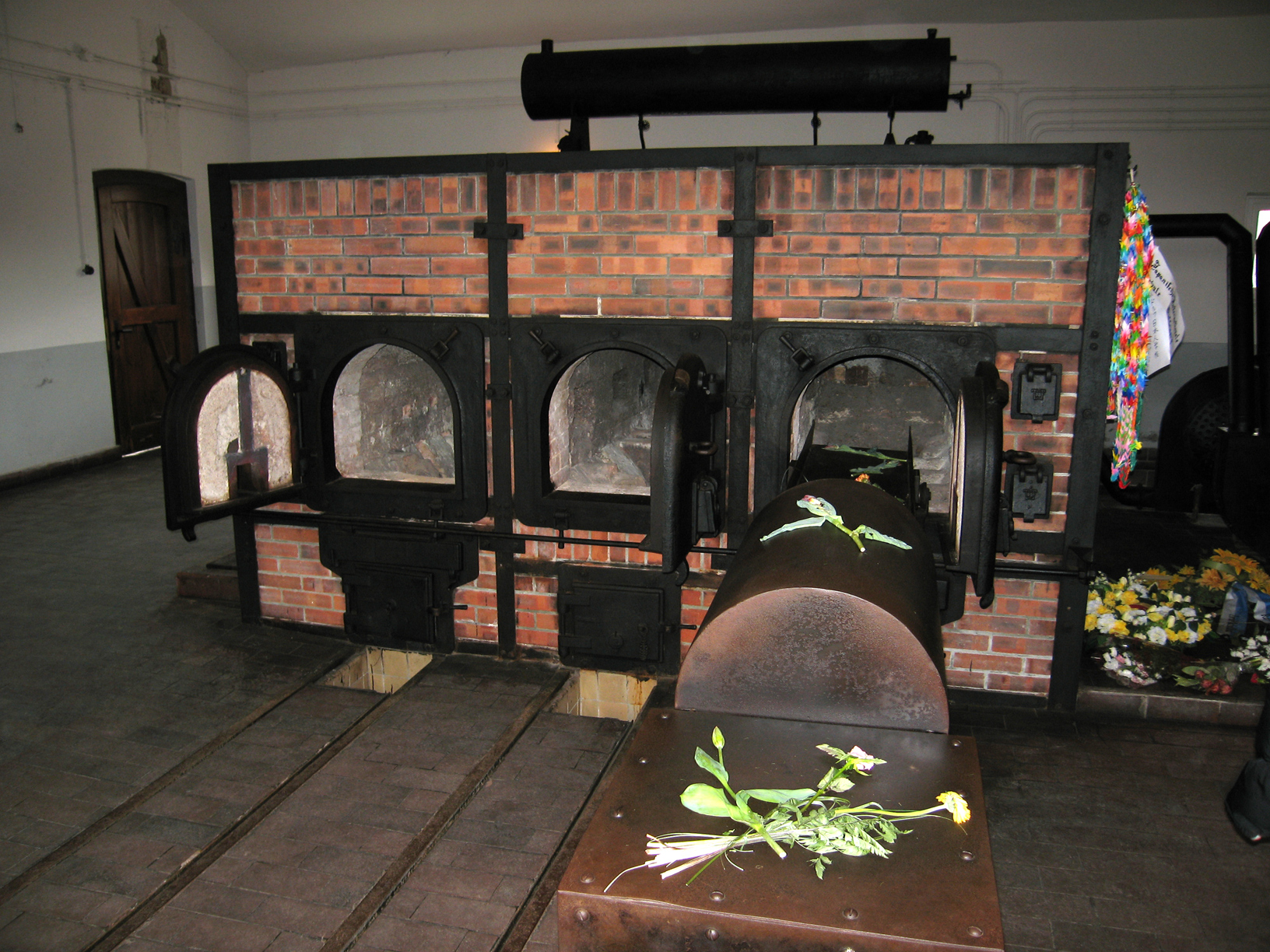
Fours crématoires du camp de Buchenwald
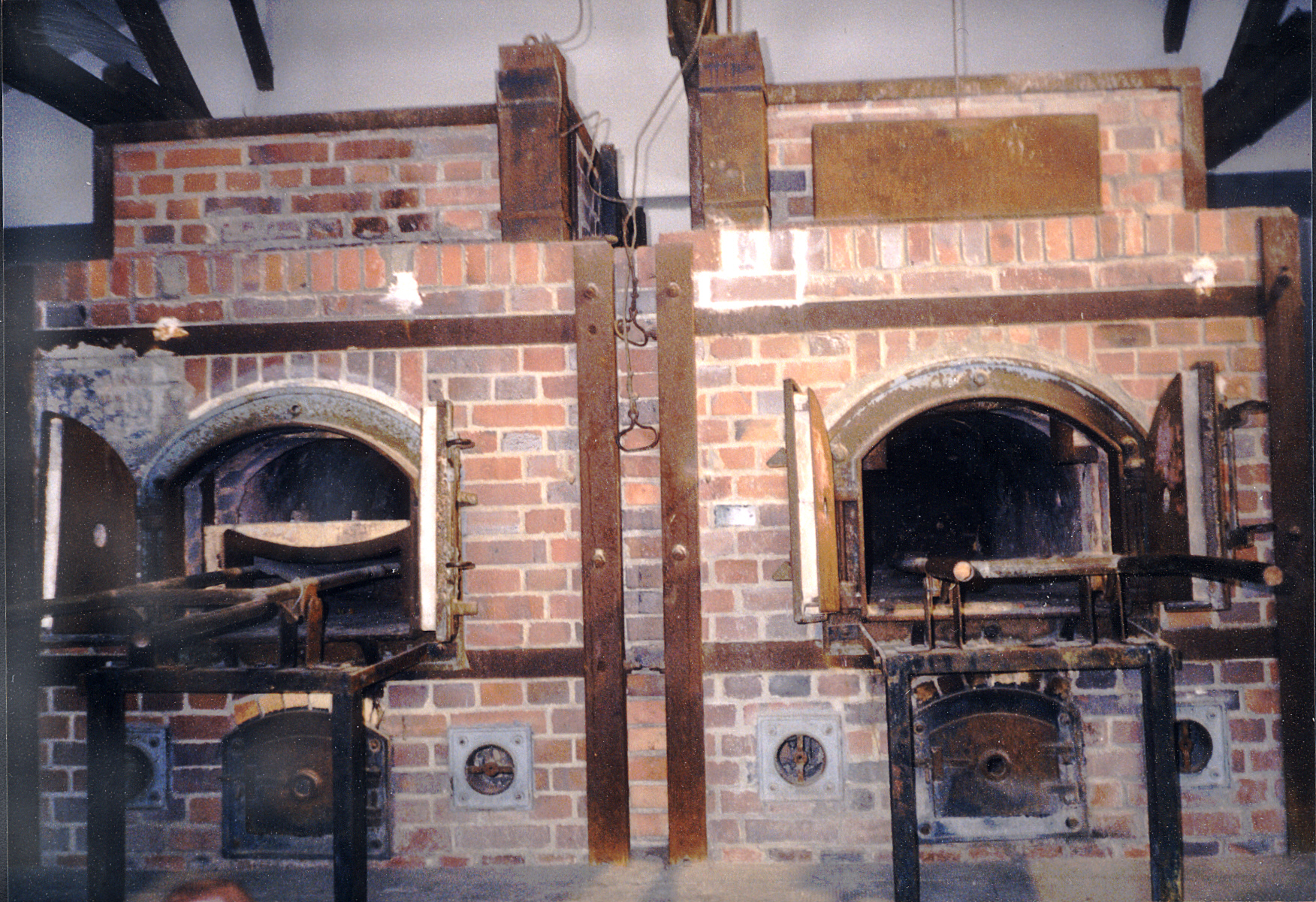
Fours crématoires du camp de Dachau
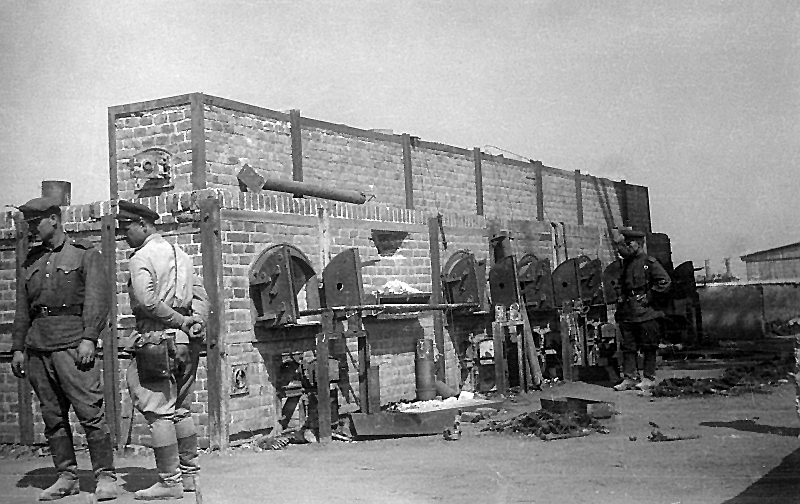
Fours crématoires du camp de Majdanek examinés par des soldats de l'Armée rouge, juillet 1944, photographie de Abraham Pisarek (de)